# وینی پو و روز پرسروصدا
وینی پو و روز پرسروصدا (انگلیسی: Winnie the Pooh and the Blustery Day) یک فیلم انیمیشن موزیکال به کارگردانی ولفگانگ رایترمن و تهیه‌کنندگی استودیو انیمیشن والت دیزنی است که در ۲۰ دسامبر ۱۹۶۸ توسط استودیو سینمایی والت دیزنی منتشر شد.